# Национальный мультипредметный тест
Национальный мультипредметный тест, НМТ (укр. Національний мультипредметний тест) — форма проведения вступительного испытания на бакалавриат для получения высшего образования в Украине, введенная в 2022 году (вместе с магистерским комплексным тестом (МКТ) и магистерским тестом учебной компетентности (МТНК)) в условиях полномасштабного вторжения России в Украину. Призвана временно в 2022—2025 годах заменить традиционные вступительные экзамены в формате ВНО. Этот процесс сопровождал неожиданный скандал летом 2022 года, когда родители учеников в соцсетях начали обращать внимание на то, что вопросы по тестированию разных сессий повторяются, а на исходе основной сессии в интернете уже доступны ответы на все возможные вопросы. Впрочем, в Украинском центре оценки качества образования отметили, что статистика это мнение не подтверждает, ведь на ВНО всегда можно было встречать вопросы с предыдущих лет.

## Форма проведения НМТ
24 марта 2022 года Верховная Рада Украины отменила сдачу государственной итоговой аттестации, внешнего независимого оценивания, единого вступительного экзамена и единого профессионального вступительного экзамена в 2022 году. Для участия в тестировании для поступления в вузы в 2022 и 2023 годах необходимо было зарегистрироваться в системе участников внешнего независимого оценивания (ВНО).
Национальный мультипредметный тест в условиях полномасштабного российского вторжения в Украину стал в 2022—2024 годах основной формой поступления абитуриентов для получения высшего образования на основе полного общего среднего образования (ПЗСО) на все специальности (бюджетные места), а также на конъюнктурные и медицинские специальности (в том числе и контракт).

## Процедура проведения НМТ
Экзамен проводиться очно в специальных временных экзаменационных центрах (ВЭЦ). Это помещения школ и университетов, оборудованные необходимым количеством компьютеров/ноутбуков. В каждой аудитории будут находиться по 10-20 участников, а также инструктор.
Учитывая военное положение в Украине и высокую вероятность воздушных тревог в разных регионах, тестирование не будет производиться в один день и в одно время.
Будущие поступающие будут на прохождение теста минимум 10 дней (без учета возможной дополнительной сессии). Если ребенок не может физически прийти и сдать тест сегодня, это можно сделать в другой день. Каждый раз варианты задач будут разными, чтобы обеспечить прозрачность результатов.
В дополнительной сессии примут участие те, кто был вынужден прервать тестирование, например, из-за объявления воздушной тревоги или отключения электроэнергии. Дополнительная сессия состоится после десятидневной сессии.